# Cipriano Forjaz
Cipriano Forjaz foi um administrador colonial português que exerceu o cargo de Governador no antigo território português subordinado a Macau de Timor-Leste entre 1891 e 1894, tendo sido antecedido por Rafael Jácome de Andrade e sucedido por José Celestino da Silva.